# Chotcza
Chotcza è un comune rurale polacco del distretto di Lipsko, nel voivodato della Masovia.
Ricopre una superficie di 88,82 km² e nel 2004 contava 2 629 abitanti.